# Harlan Fowler
Harlan Davey Fowler (1895-1982), est un ingénieur aéronautique américain. Il est célèbre pour l'invention du volet Fowler, un dispositif hypersustentateur qui augmente la portance des avions, très répandu sur les avions de ligne encore de nos jours.

## Distinctions
En 1949, l'institut Franklin de Philadelphie, Pennsylvanie, lui a décerné la médaille John Price Wetherill.

## Œuvres
- (en) Harlan D. Fowler, Fowler flaps for airplanes, an engineering handbook, Lps Angeles, Wetzel Publications, 6 mai 1948, 90 p..
- (en) Harlan Davey Fowler, Camels to California : A Chapter in Western Transportation, vol. 7, Stanford University Press, 1950, 93 p..
- (en) Harlan Davey Fowler, Three caravans to Yuma : the untold story of Bactrian camels in western America, A. H. Clark Co., 1980, 173 p. (ISBN 0-87062-131-9, EAN 978-0-87062-131-4).
- (en) Harlan Davey Fowler, Behold the Flaming Sword : Biography of John and Jesus, Vantage Press, 1983 (ISBN 0-533-05059-6, EAN 978-0-53305-059-8).